# Micrasema abhavyam
Micrasema abhavyam är en nattsländeart som beskrevs av Schmid 1992. Micrasema abhavyam ingår i släktet Micrasema och familjen bäcknattsländor. Inga underarter finns listade i Catalogue of Life.